# تدكير المركبة
التسيير بالوثب أو البدء الطفري ويُقال له بالعامية «تشبيب المركبة أو التدكير» هو عملية وصل بطارية فارغة ببطارية ممتلئة وصلًا مؤقتًا بكبل يُسمى كبل عبور أو كبل تخطٍّ لتعبئة البطارية الفارغة بالطاقة اللازمة لتشغيل المحرك وقد يُربط بمصدر طاقة خارجي آخر. بمجرد بدء تشغيل السيارة يمكن إزالة الكبل. إذا كان نظام شحن السيارة يعمل، فإن ترك المحرك قيد التشغيل سيعيد شحن البطارية، يوصي الخبراء عادةً بقيادة السيارة لبضع دقائق بعد التشبيب لتسريع عملية إعادة الشحن.